# Inglaterra na Terra Média
A Inglaterra e a inglesidade [en] manifestam-se de diversas formas nas obras de J. R. R. Tolkien ambientadas na Terra Média; elas aparecem, de maneira mais ou menos velada, no Condado e nas terras próximas a ele; em personagens benevolentes como Barbárvore, Faramir e Théoden; em seu estado industrializado, como Isengard e Mordor; e como a Inglaterra anglo-saxã em Rohan [en]. Por fim, de forma mais marcante, a inglesidade está presente nas palavras e no comportamento dos hobbits, tanto em O Hobbit quanto em O Senhor dos Anéis.
Tolkien é frequentemente associado à intenção de criar "uma mitologia para a Inglaterra"; embora ele aparentemente nunca tenha usado essa expressão exata, diversos estudiosos consideram a frase apropriada para descrever grande parte de sua abordagem na criação da Terra Média e do legendarium que sustenta O Silmarillion. Seu desejo de criar uma mitologia nacional ecoa iniciativas semelhantes em países europeus, como a criação do Kalevala por Elias Lönnrot na Finlândia.

## Inglaterra

### Um Condado inglês

Mapa esquemático do Condado

A Inglaterra e a inglesidade manifestam-se na Terra Média, de forma mais ou menos disfarçada, no Condado e nas regiões próximas, incluindo Bree e o domínio de Tom Bombadil, que abrange a  Floresta Velha e as Criaturas tumular [en]. Na Inglaterra, um condado é uma região administrativa rural. Brian Rosebury compara o Condado à terra natal de Tolkien na infância, na fronteira entre Worcestershire e Warwickshire, na região das Midlands Ocidentais da Inglaterra, na década de 1890:
| “ | Sarehole, com suas fazendas próximas, seu moinho à beira do rio, suas árvores de salgueiro, sua lagoa com cisnes e seu vale com amoras, era um enclave quase rural sereno, um modelo evidente para... Hobbiton e o Condado. | ” |

O Condado é descrito por Tom Shippey [en] como um calco da Inglaterra, uma construção sistemática que mapeia a origem do povo, suas três tribos originais, seus dois fundadores lendários, sua organização, seus sobrenomes e seus nomes de lugares. Outros estudiosos destacaram aspectos facilmente perceptíveis, como os nomes acolhedores de estalagens, como O Dragão Verde. Tolkien afirmou que cresceu "no 'Condado' em uma era pré-mecânica".
| Elemento                                               | O Condado | Inglaterra |
| ------------------------------------------------------ | --- | --- |
| Origem do povo                                         | O Ângulo entre os rios Hoarwell (Mitheithel) e Loudwater (Bruinen) vindo do Leste (através de Eriador)                                                                          | O Ângulo entre o Fiorde de Flensburg e o Schlei, vindo do Leste (através do Mar do Norte), daí o nome "Inglaterra"                                                                        |
| Três tribos originais                                  | Stoors, Harfoots, Fallohides | Anglos, Saxões, Jutos |
| Fundadores lendários com nomes relacionados a "cavalo" | Marcho e Blanco | Hengist e Horsa |
| Duração da paz civil                                   | 272 anos, da Batalha dos Campos Verdes à Batalha de Beirágua | 270 anos, da Batalha de Sedgemoor à publicação de O Senhor dos Anéis |
| Organização                                            | Prefeitos, assembleias, xerifes | Como uma "Inglaterra idealizada e à moda antiga" |
| Sobrenomes                                             | Ex.: Banks, Boffin, Bolger, Bracegirdle, Brandebuque [en], Brockhouse, Chubb, Cotton, Fairbairns, Grubb, Hayward, Hornblower, Noakes, Proudfoot, Took [en], Underhill, Whitfoot | Todos são sobrenomes ingleses reais. Tolkien comenta, por exemplo, que "Bracegirdle" é usado no texto com referência à tendência dos hobbits de serem gordos, o que tensiona seus cintos. |
| Nomes de lugares                                       | Ex.: "Nobottle" Ex.: "Buckland" | Nobottle [en], Northamptonshire Buckland, Oxfordshire [en] |

### O "Pequeno Reino" que desaparece

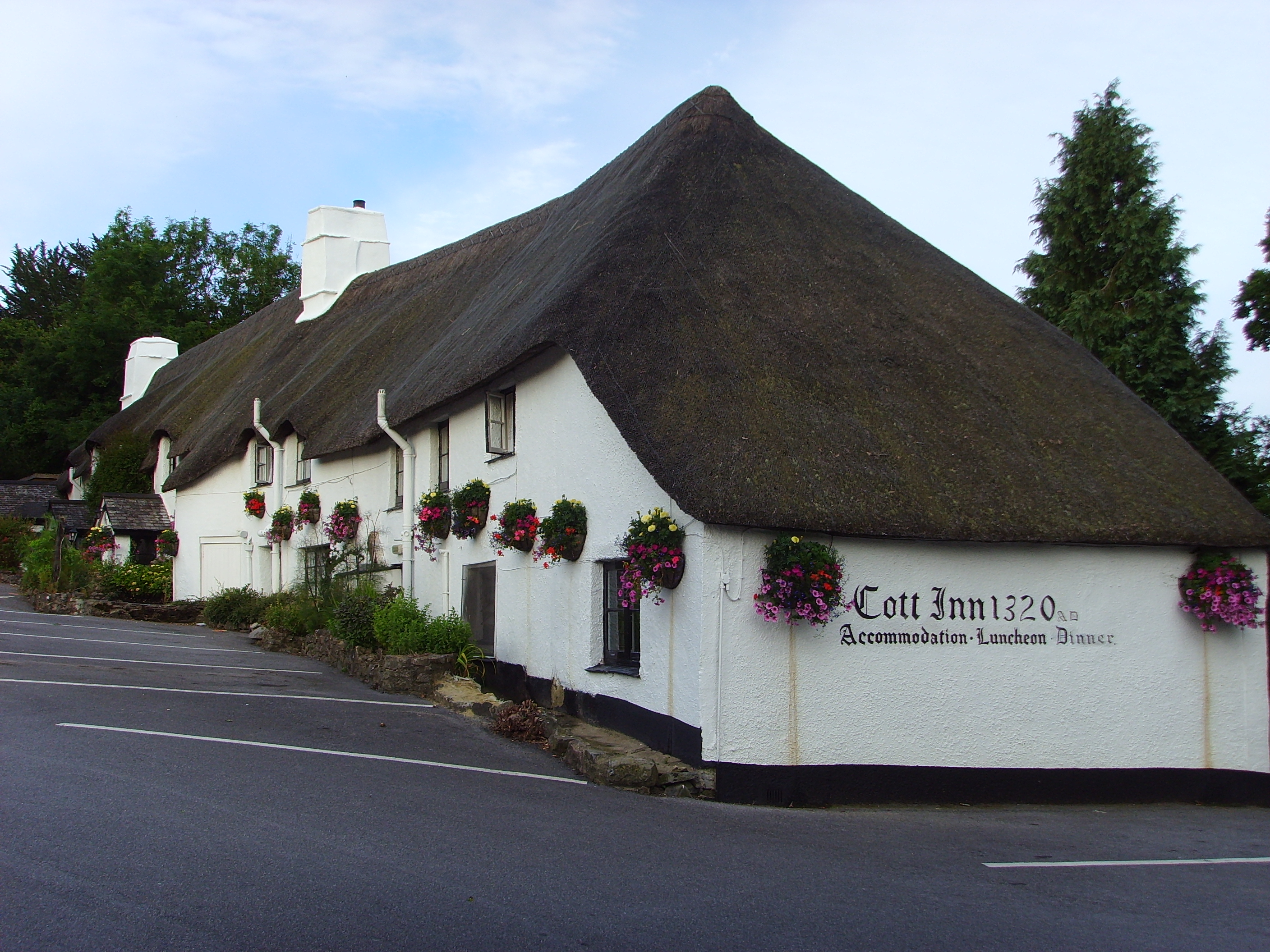
O Condado e Bree possuem estalagens confortáveis no estilo inglês que servem cerveja. A imagem mostra a estalagem medieval en, em Devon.

Bree e Bombadil ainda estão, nas palavras de Shippey, no "Pequeno Reino", embora não exatamente no Condado. Bree é semelhante ao Condado, com seus moradores hobbits e a acolhedora estalagem O Pônei Saltitante. Bombadil representa o espírito do lugar do interior de Oxfordshire e Berkshire, que Tolkien sentia estar desaparecendo.
Shippey analisa como a descrição detalhada de Tolkien em O Senhor dos Anéis da terra situada no ângulo entre dois rios, o Hoarwell e o Loudwater, corresponde ao Ângulo entre o Fiorde de Flensburg e o Rio Schlei, a origem lendária dos Anglos, uma das três tribos que fundaram a Inglaterra.
Lothlórien, por sua vez, carrega ecos de uma Inglaterra perfeita e atemporal; Shippey observa como os hobbits sentem que cruzaram "uma ponte no tempo" ao atravessarem outro par de rios para entrar em Lothlórien.

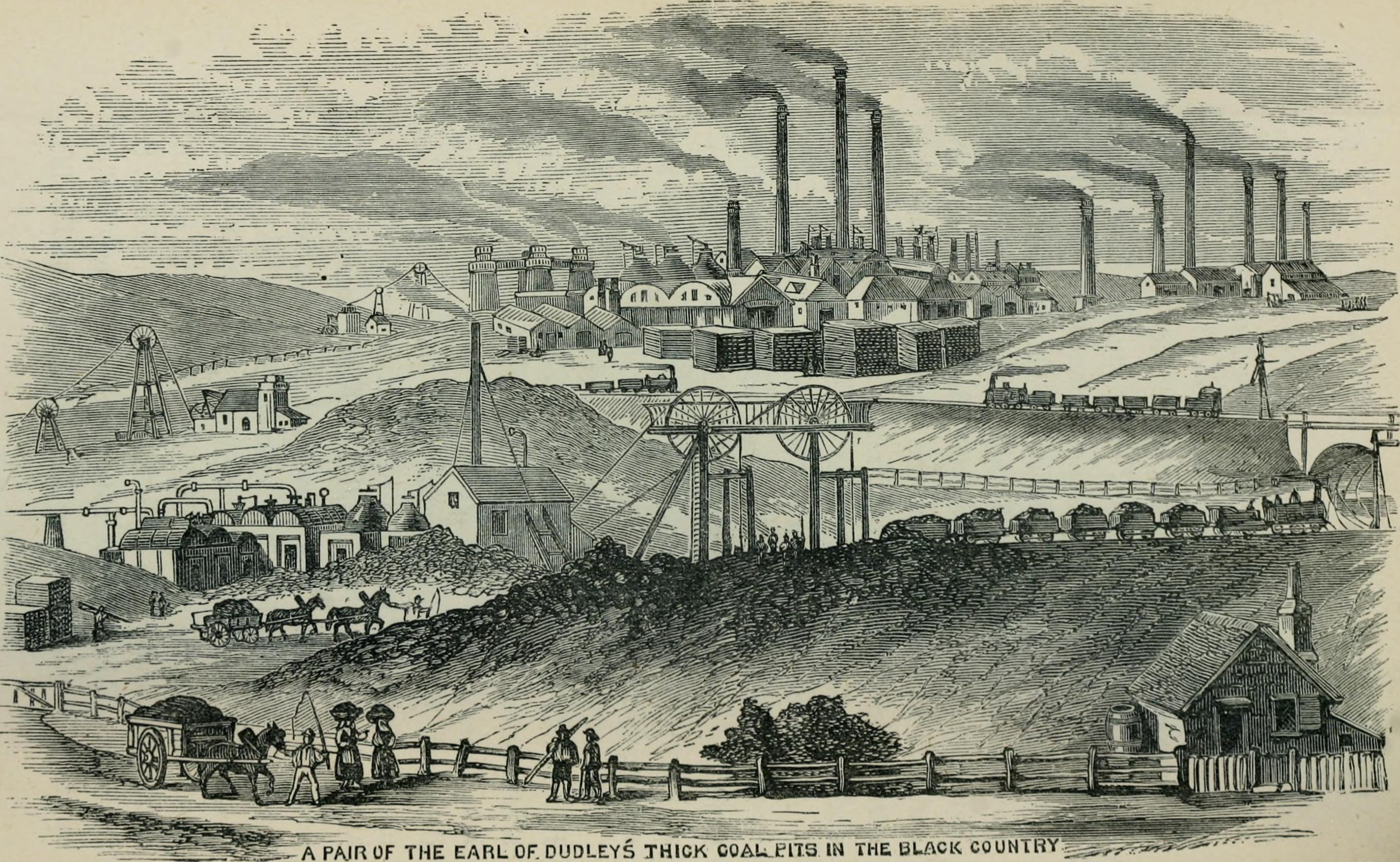
Minas, siderúrgicas, fumaça e montes de resíduos: o Black Country, perto da casa de infância de Tolkien, foi sugerida como inspiração para sua visão de Mordor.

| Rios                        | Lugar      | Povos                           | Tempo                                                                    |
| --------------------------- | ---------- | ------------------------------- | ------------------------------------------------------------------------ |
| Fiorde de Flensburg, Schlei | Alemanha   | Os antepassados dos ingleses    | Há muito tempo, antes da fundação da Inglaterra                          |
| Hoarwell, Loudwater         | Eriador    | Os antepassados dos Hobbits     | Há muito tempo, antes da fundação do Condado                             |
| Nimrodel, Silverlode        | Lothlórien | Os Elfos, como eram antigamente | Há muito tempo, nos "Dias Antigos [...] em um mundo que não existe mais" |

### Inglaterra industrializada
A Inglaterra aparece em seu estado industrializado como Isengard e Mordor. Em particular, foi sugerido que a área industrializada chamada " Black Country", próxima à casa de infância de J. R. R. Tolkien, inspirou sua visão de Mordor; o nome "Mordor" significa "Terra Negra" na língua inventada por Tolkien, o Sindarin, e "Terra da Sombra" em Quenya. Shippey relaciona o mago caído Saruman e seu Isengard industrializado à "imagem de infância de Tolkien da feiura industrial [...] Moinho de Sarehole [en], com seu proprietário que literalmente triturava ossos".

### Inglaterra anglo-saxã

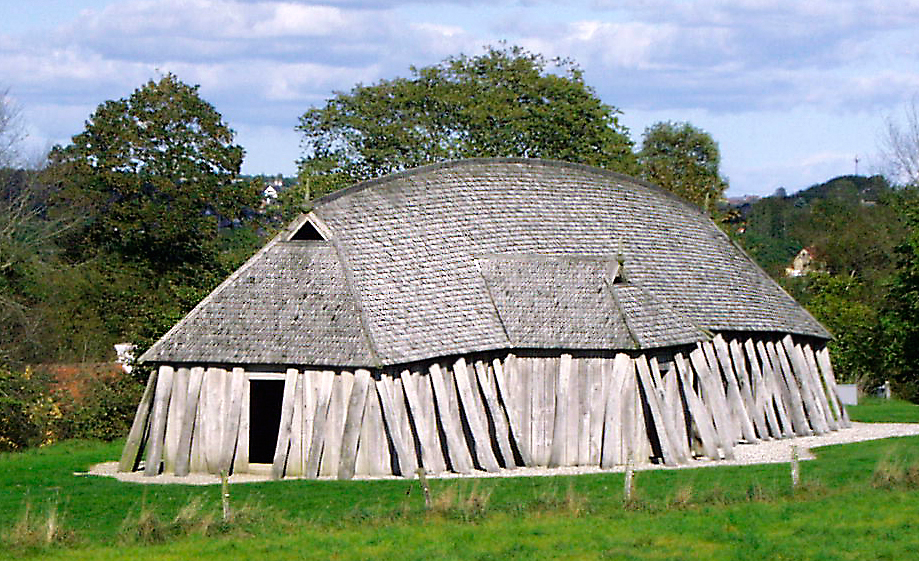
Uma casa comunal da Era Viking reconstruída, semelhante ao Heorot de Beowulf.

A Inglaterra anglo-saxã aparece, modificada pelo uso extensivo de cavalos em batalhas, no reino de Rohan [en]. Os nomes dos Rohirrim, os Cavaleiros de Rohan, são diretamente derivados do Inglês antigo, assim como os termos que utilizam e seus nomes de lugares: Théoden significa "rei" em inglês antigo; Éored significa "tropa de cavalaria" e Éomer é "famoso por cavalos", ambos relacionados a Éoh, "cavalo"; Eorlingas significa "filhos de Eorl"; o nome de seu salão do trono é Meduseld, que significa "salão de hidromel". O capítulo "O Rei do Salão Dourado" é construído para corresponder à passagem no poema em inglês antigo Beowulf, em que o herói se aproxima da corte de Heorot [en] e é desafiado por diferentes guardas ao longo do caminho, com muitos dos nomes utilizados vindos diretamente desse poema. O nome da terra dos Cavaleiros, a Marca, é a reconstrução de Tolkien da palavra germânica da qual deriva o nome latinizado "Mércia", aplicado ao reino central da Inglaterra anglo-saxã e à região onde Tolkien cresceu.

## Inglesidade

### Hobbits
A inglesidade manifesta-se nas palavras e no comportamento dos hobbits, ao longo de O Hobbit e O Senhor dos Anéis. Tom Shippey observa que, desde a primeira página de O Hobbit, "os Bolseiros, pelo menos, eram ingleses por temperamento e modo de expressão". Marjorie Burns [en] afirma que:
| “ | A inglesidade também reside no melhor da essência inglesa. Está na coragem e na tenacidade que Tolkien admirava em seus compatriotas durante a Primeira Guerra Mundial; está na capacidade inglesa de reconhecer o dever e cumpri-lo com determinação... O mesmo ocorre com os hobbits, que retornam e reconstruem o Condado. Embora suas qualidades complacentes e buscadoras de conforto sejam as mais evidentes, a coragem de um guerreiro ou a sensibilidade de um elfo também podem surgir nos hobbits. | ” |

Burns escreve que Bilbo Bolseiro, o herói epônimo de O Hobbit, adquiriu ou redescobriu "as raízes nórdicas de um inglês. Ele ganhou a autossuficiência anglo-saxã e o senso de determinação de um nórdico, tudo isso equilibrado por uma sensibilidade celta, por um amor pela terra, pela poesia e por canções simples e alegria". Ela identifica um equilíbrio semelhante nos hobbits de O Senhor dos Anéis, Pippin, Merry e Sam. Já o equilíbrio de Frodo foi destruído por uma missão além de suas forças; ele ainda incorpora elementos da inglesidade, mas carece da alegria simples dos outros hobbits devido a seus traços de tristeza celta e fatalidade nórdica.

### Personagens 'ingleses'
Personagens benevolentes como Barbárvore, Faramir e Théoden exemplificam a inglesidade por meio de suas ações e maneirismos. A voz grave e ressonante de Barbárvore, com seu característico "hrum, hroom", é, segundo o biógrafo de Tolkien, Humphrey Carpenter, diretamente inspirada na de C. S. Lewis, amigo próximo de Tolkien, colega na Universidade de Oxford e membro dos Inklings. Marjorie Burns enxerga um toque de Robin Hood em Faramir e seus homens, vestidos de verde, caçando inimigos em Ithilien, enquanto, na floresta de Fangorn, ela nota que o discurso de Barbárvore "tem um tom confortavelmente inglês". O nome de Théoden é uma transliteração direta do inglês antigo þēoden, que significa "rei, príncipe"; ele acolhe Merry, um hobbit do Condado, com calor e amizade. Garry O'Connor [en] observa uma notável semelhança entre o mago Gandalf, o ator inglês Ian McKellen, que interpreta Gandalf nos filmes da Terra Média de Peter Jackson, e, com base no relato biográfico de Humphrey Carpenter, o próprio Tolkien, também inglês:
| “ | Ele tem uma voz estranha, grave, mas sem ressonância, totalmente inglesa, com uma qualidade que não consigo definir, como se viesse de outra era ou civilização. Ainda assim, muitas vezes, ele não fala claramente. As palavras saem em rompantes ansiosos... Ele fala em frases complexas... | ” |

### Elementos de enredo shakespearianos
Shippey sugere que Tolkien respeitava cautelosamente o dramaturgo inglês William Shakespeare e que ele parecia sentir uma afinidade com ele, já que ambos eram de Warwickshire, nas Midlands inglesas, onde Tolkien passou os anos mais felizes de sua infância. Alguns elementos do enredo de O Senhor dos Anéis lembram os de Shakespeare, especialmente em Macbeth. O uso de árvores ambulantes, os Huorns, para destruir o exército de orcs na Batalha do Abismo de Helm ecoa claramente a chegada do Bosque de Birnam [en] a Colina de Dunsinane [en], embora Tolkien admita a natureza mítica do evento, enquanto Shakespeare a nega. A profecia [en] de Glorfindel de que o Senhor dos Nazgûl não morreria pela mão de um homem reflete diretamente a profecia de Macbeth; comentaristas consideram a solução de Tolkien – ele é morto por uma mulher e um hobbit na Batalha dos Campos de Pelennor – mais satisfatória que a de Shakespeare (um homem nascido por cesariana, portanto, não exatamente "nascido").
| Elemento do enredo              | Obra               | Profecia                                       | Eventos | Explicação |
| ------------------------------- | ------------------ | ---------------------------------------------- | --- | ---------- |
| Uma floresta parece se mover    | O Senhor dos Anéis | (Inesperado)                                   | Árvores ambulantes (Huorns) destroem o exército de Orcs na Batalha do Abismo de Helm                                           | Mítica     |
| Uma floresta parece se mover    | Macbeth            | Bosque de Birnam chegará à Colina de Dunsinane | Os homens de Macduff [en] cortam galhos e os carregam até Dunsinane                                                            | Comum      |
| Um vilão parece estar protegido | O Senhor dos Anéis | Não cairá pela mão de um homem                 | Uma mulher, Éowyn, e um hobbit, Merry, matam o Senhor dos Nazgûl; a espada de Merry foi forjada exatamente para esse propósito | Mítica     |
| Um vilão parece estar protegido | Macbeth            | Nenhum nascido de mulher poderá ferir Macbeth  | Macduff, nascido por cesariana, portanto, não estritamente "nascido", mata Macbeth                                             | Comum      |

## Uma mitologia para a Inglaterra
Tolkien é frequentemente associado ao desejo de criar "uma mitologia para a Inglaterra". Embora ele aparentemente nunca tenha usado essa expressão exata, comentaristas consideraram a frase de seu biógrafo Humphrey Carpenter apropriada para descrever grande parte de sua abordagem na criação da Terra Média e do legendarium que sustenta O Silmarillion. O desejo de Tolkien de criar uma mitologia nacional ecoa tentativas semelhantes em países europeus, especialmente a criação do Kalevala por Elias Lönnrot na Finlândia, que Tolkien leu e admirou. Outras tentativas ocorreram na Dinamarca, Finlândia, Alemanha, Escócia e País de Gales nos séculos XVIII e XIX. A mitologia foi inicialmente concebida como um lar para suas línguas inventadas, como as que se tornaram Quenya e Sindarin, mas ele descobriu, ao trabalhar nisso, que queria criar uma epopeia autenticamente inglesa, abrangendo a geografia, a língua e a mitologia da Inglaterra.
Tolkien reconheceu que qualquer mitologia inglesa real, que ele presumia, por analogia com a mitologia nórdica e pistas remanescentes, ter existido até a era anglo-saxã, havia sido extinta. Ele decidiu reconstruir tal mitologia, acompanhada, em certa medida, por uma pré-história ou pseudohistória imaginada dos Anglos, Saxões e Jutos antes de sua migração para a Inglaterra. Para isso, Tolkien buscou inspiração em mitologias nórdicas e outras. Ele encontrou pistas em Beowulf e outras fontes em inglês antigo. Essas fontes lhe forneceram seus ettens (como em Charneca dos Ettens), ents, elfos e orcs; seu "warg" é um cruzamento entre o nórdico antigo vargr e o inglês antigo wearh. Ele extraiu seus woses ou homens das florestas (os Drúedain [en]) do aparente plural wodwos no poema em inglês médio Sir Gawain e o Cavaleiro Verde, linha 721; que, por sua vez, vem do inglês antigo wudu-wasa, um substantivo singular. Shippey comenta que:
| “ | Quanto a criar uma "Mitologia para a Inglaterra", um fato certo é que as noções em inglês antigo de Elfos, Orcs, Ents, Ettens e Woses foram, por meio de Tolkien, reintroduzidas na imaginação popular para se juntar aos mais familiares Anões..., Trolls... e os totalmente inventados Hobbits. | ” |

Verlyn Flieger [en] observa que:
| “ | Se o legendário de Tolkien, como o temos agora, é uma mitologia para a Inglaterra, é uma canção sobre grande poder e promessa em meio ao declínio, marcada por dissensões, dividida por facções, perpetuamente ameaçada por guerras e em guerra consigo mesma. Parece mais próxima [en] de 1984 de George Orwell do que da fantasia escapista de pés peludos que os críticos de O Senhor dos Anéis caracterizam como sendo. | ” |

### J. R. R. Tolkien
1. ↑  (Tolkien 1967)
2. ↑  (Carpenter 2023, #19 para Stanley Unwin, 16 de dezembro de 1937)
3. ↑  (Carpenter 2023, #297 para Mr. Rang, rascunho, agosto de 1967)
4. ↑  (Tolkien 1954, livro 3, cap. 6 "O Rei do Salão Dourado")
5. ↑  (Tolkien 1955), livro 5, cap. 6 "A Batalha dos Campos de Pelennor": "Nenhuma outra lâmina, mesmo que mãos mais poderosas a empunhassem, teria causado a esse inimigo uma ferida tão amarga, cortando a carne morta-viva, quebrando o feitiço que unia seus tendões invisíveis à sua vontade."
6. ↑  (Carpenter 2023, #131 para Milton Waldman (na Collins), final de 1951)